# Cortina d’Ampezzo
Cortina d’Ampezzo – miejscowość i gmina we Włoszech, w regionie Wenecja Euganejska, w prowincji Belluno. Ośrodek sportów zimowych. Według danych na styczeń 2009 gminę zamieszkiwały 6093 osoby przy gęstości zaludnienia 23,9 os./1 km².
Cortina d’Ampezzo jest nazywana „Królową włoskich Dolomitów”, ponieważ położona jest w samym sercu tych gór. Znajdują się tu setki kilometrów tras i wyciągów narciarskich. 95% z nich ma sztuczne naśnieżanie.
Jest uznawana za jeden z najbardziej luksusowych ośrodków narciarskich we Włoszech. Wśród Włochów kurort zyskał miano snobistycznego.

## Sport
Cortina d’Ampezzo była organizatorem Zimowych Igrzysk Olimpijskich 1956 (pierwotnie miały się odbyć w 1944). Odbyły się tutaj także Mistrzostwa Świata w Narciarstwie Klasycznym 1927 i Mistrzostwa Świata w Narciarstwie Alpejskim 1932 oraz nieoficjalne Mistrzostwa Świata w Narciarstwie Klasycznym 1941 i Mistrzostwa Świata w Narciarstwie Alpejskim 1941. Wyniki dwóch ostatnich imprez zostały unieważnione w 1946 przez FIS. Cortina kandydowała do zimowych igrzysk 1988 oraz igrzysk 1992, lecz przegrała na rzecz kolejno Calgary w Kanadzie oraz Albertville we Francji. W miejscowości odbyły się także Mistrzostwa Świata w Narciarstwie Alpejskim 2021. Cortina wraz z Mediolanem zorganizuje Zimowe Igrzyska Olimpijskie 2026.
W Cortinie rozgrywają się coroczne zawody Pucharu Świata w narciarstwie alpejskim.
Miasto sportowego klubu hokejowego SG Cortina, grającego w Serie A1.

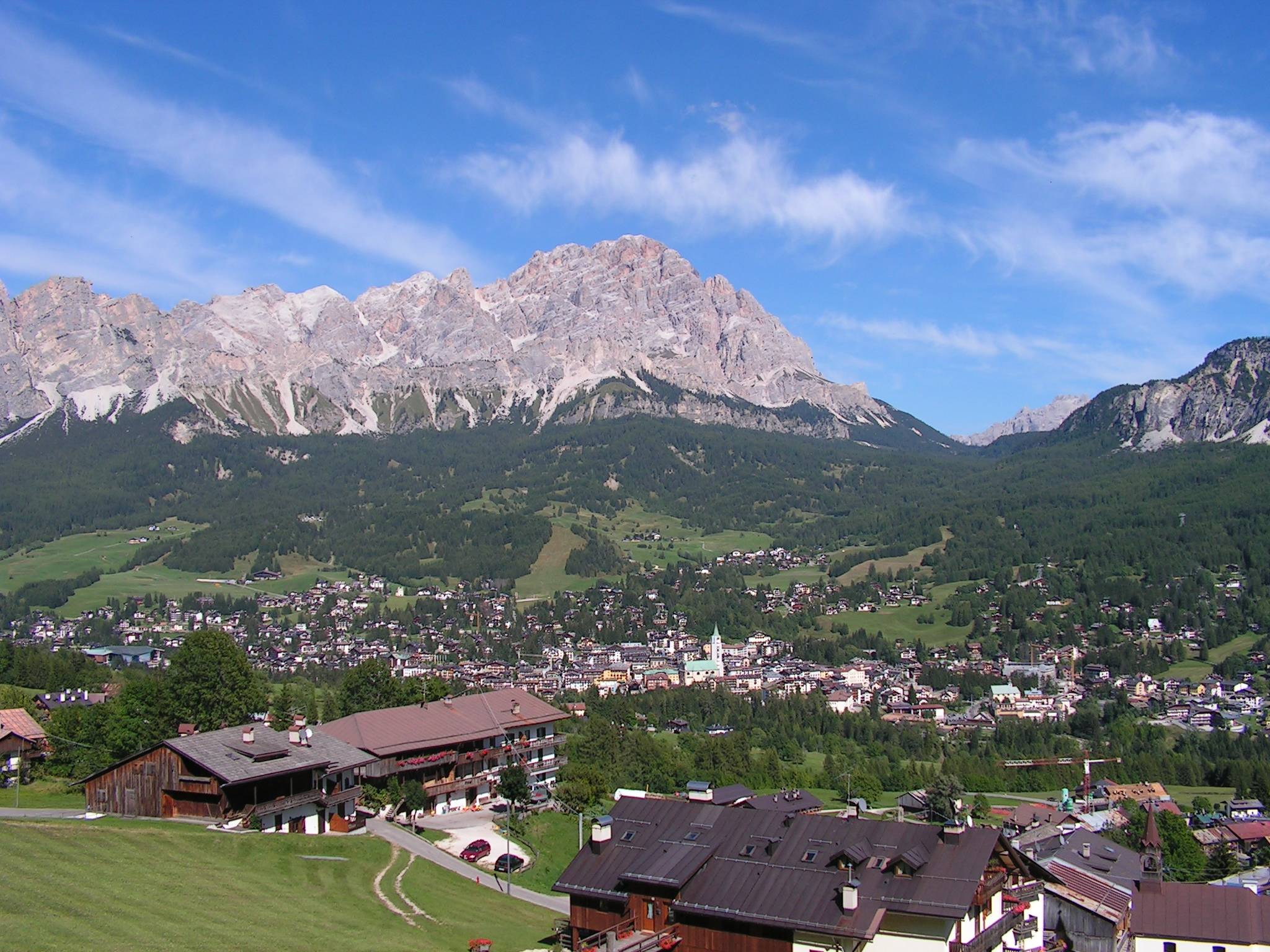
Cortina d’Ampezzo

## Miasta partnerskie
- Cattolica, Włochy
- Skardu, Pakistan